# Аутопсія
Аутопсія (розтин, секція, некропсія) — патологоанатомічна або судово-медична процедура, посмертне медичне дослідження, яке проводиться лікарем-патологоанатомом з метою встановлення причин, механізмів смерті пацієнта, остаточного діагнозу, уточнення та контролю достовірності і повноти прижиттєвої діагностики, контролю якості надання медичної допомоги; судово-медична експертиза (дослідження) трупів проводиться з метою встановлення причини смерті, наявності, характеру і механізму виникнення тілесних ушкоджень, часу настання смерті та вирішення інших питань, що були поставлені органами дізнання, слідчого, прокурора та суду.

## Історія
Термін «аутопсія» походить від грец. αυτος (аутос, «себе») та όψις (опсіс, «око»). Перша цивілізація, що почала практикувати вивчення внутрішніх органів була у Стародавньому Єгипті, в якому близько 3000 р. до.н. е. виконувалась дана процедура з релігійних переконань.

## Процедура

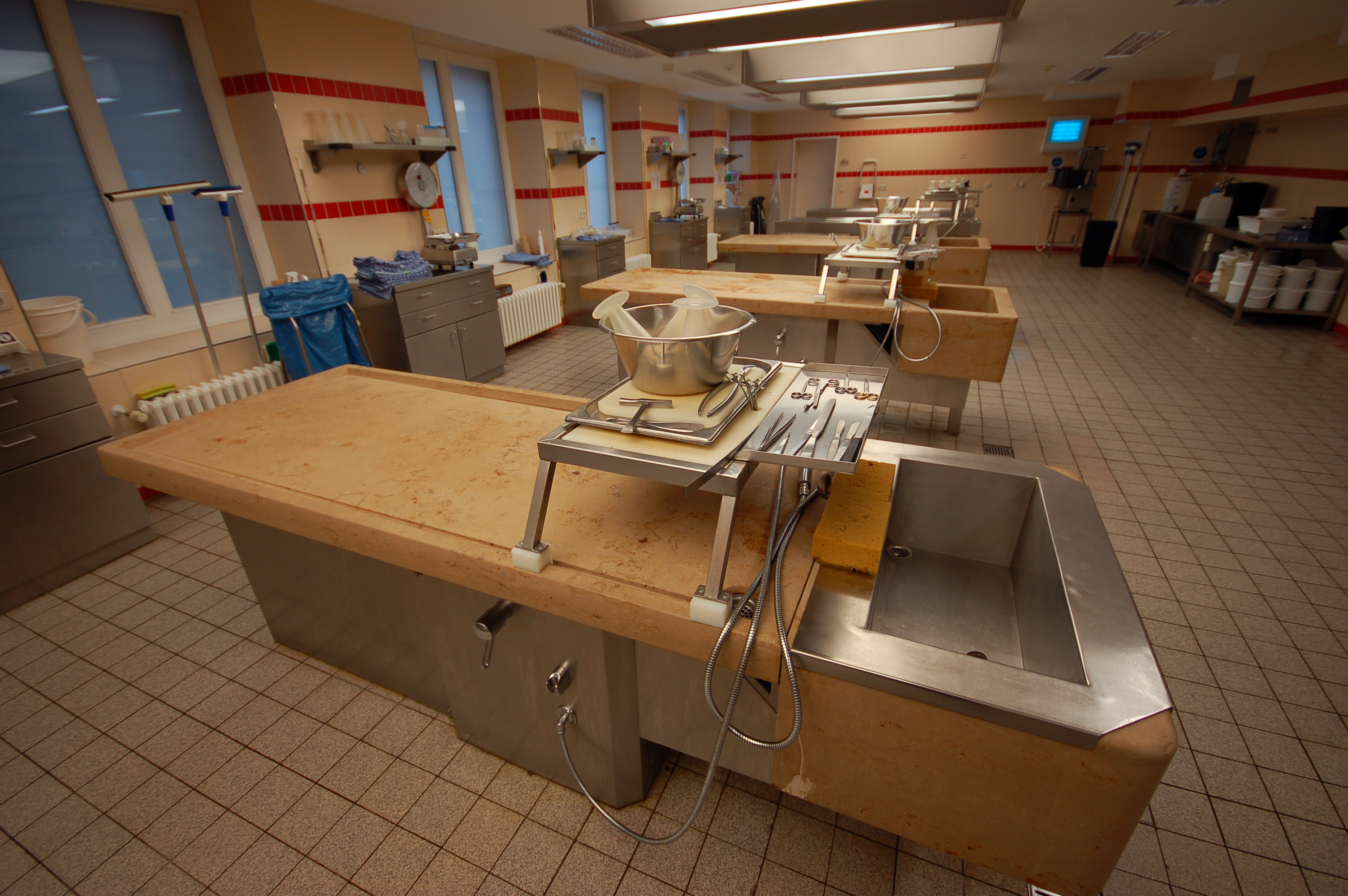
Сучасна секційна зала в клініці Шаріте (Charité), м. Берлін.

Важливим видом медичної експертизи є патологоанатомічний розтин. Часто саме карта (протокол) патологоанатомічного розтину є медичним документом, який дає підстави оскаржити правильність, своєчасність, адекватність та повноту наданої медичної допомоги, порушити кримінальну справу тощо. Так, патологоанатомічні розтини проводяться з метою встановлення причин і механізмів смерті хворого. Порядок проведення патологоанатомічного розтину визначений у Наказі МОЗ України «Про розвиток та удосконалення патологоанатомічної служби в Україні» від 12.05.1992 р. № 81. Згідно цього нормативного акту, усі трупи хворих, що померли у лікувально-профілактичних закладах, як правило, підлягають розтину. Головному лікарю, начальнику патологоанатомічного бюро належить право скасування розтину тільки в надзвичайних випадках. Про скасування розтину головний лікар, начальник патологоанатомічного бюро дає письмову вказівку в картці стаціонарного хворого з обґрунтуванням причин скасування. Спірні питання щодо розтину трупів вирішує головний патологоанатом області (міста). Терміновий розтин трупів дозволяється проводити одразу ж після встановлення лікарями лікувального закладу біологічної смерті; розтин у плановому порядку (впорядкований розтин) проводиться після представлення карти стаціонарного хворого або медичної карти амбулаторного хворого з візою головного лікаря чи його заступника по медичній частині про скерування на патологоанатомічний розтин. Медична документація на померлих з різних лікарень доправляється у патологоанатомічне бюро (відділення) разом з трупом померлого. Медичні карти стаціонарних хворих, померлих у другій половині попередньої доби, передаються у патологоанатомічне бюро, патологоанатомічне відділення лікарні не пізніше 9-ї год ранку. Медична карта стаціонарного хворого з внесеним у неї патологоанатомічним діагнозом не пізніше 5-7 діб після розтину передається у медичний архів лікарні. Карта може бути затримана на триваліший термін тільки за спеціальним дозволом керівництва лікарні.
В обов'язковому порядку патологоанатомічні розтини здійснюються при наявності підозри на насильницьку смерть (тоді він є частиною судово-медичного дослідження чи експертизи), а також якщо смерть хворого настала в закладі охорони здоров'я.

## Розтин не проводиться
- наявність письмової заяви близьких родичів;
- наявність задокументованого волевиявлення покійного (відповідно до п. 1 ч. 1 ст. 6 Закону України «Про поховання і похоронну справу» від 10.07.2003 р., «усі громадяни мають право на поховання їхнього тіла та волевиявлення про належне ставлення до тіла після смерті, що, зокрема, може бути виражене у згоді чи незгоді на проведення патологоанатомічного розтину»)
- відсутність підозри на насильницьку смерть;
- релігійні та інші поважні мотиви.

Якщо смерть настала внаслідок впливу зовнішніх факторів (травми, асфіксії, дії крайніх температур, електричного струму, отруєнь тощо), після штучного аборту, проведеного поза межами медичного закладу, смерті на виробництві, при раптовій смерті дітей першого року життя та інших осіб, які не перебували під медичним наглядом, померлих, особа яких не встановлена, а також у тих випадках, коли є підозра на насильницьку смерть, розтин проводить судово-медичний експерт, який і видає лікарське свідоцтво про смерть (п. 2.3 Інструкції щодо заповнення та видачі лікарського свідоцтва про смерть (форма № 106/о) від 08.08.2006 р. № 545).

## Скасовувати розтин не дозволяється
- у випадках смерті хворих, які пробули в лікувально-профілактичному закладі менше доби;
- у випадках, які потребують судово-медичного дослідження;
- при інфекційних хворобах та підозрі на них;
- в усіх випадках неясного прижиттєвого діагнозу (незалежно від строку перебування хворого в лікувальному закладі);
- у випадках смерті в лікувально-профілактичному закладі після діагностичних інструментальних досліджень, проведення лікувальних заходів під час або після операції, переливання крові, неврахування індивідуальної непереносимості лікарських засобів тощо. Трупи померлих, особи яких не встановлені, за розпорядженням головного лікаря передаються для судово-медичного розтину.[6]